# Élections municipales bhoutanaises de 2021
Les élections municipales bhoutanaises de 2021 ont lieu le 22 décembre 2021 afin de renouveler les membres des conseils municipaux du Bhoutan.
Sur les 463 033 inscrits, 316 798 participent aux élections, dont 126 304 par voie postale, pour un taux de participation de 68,42 %, contre 55,80 % aux élections de 2016,.